# البرىء والمشنقة (فلم)
البرىء والمشنقة  فيلم جريمة وتشويق وإثارة ودراما مصري للمخرج ناجي أنجلو عام 1986  كتب القصة والسيناريو والحوار إبراهيم محمد علي. الفيلم من بطولة مجدي وهبة، إبراهيم يسري، إبراهيم الشرقاوي، سلوى خطاب، ليلى نصر، وكوثر رمزي  وتدور الأحداث حول مقتل أرملة قتلها عشيقها الشاب للحصول على أوراق بتوقيعه لديون لا يمكنه سدادها، ويتهم عشيقها الآخر بالقتل ويتطوع طبيب النفسي للقاتل لتصحيح الأوضاع.
صدر الفيلم إلى دور العرض المصرية في يناير 1986.
منح موقع قاعدة بيانات الأفلام العربية «السينما.كوم» الفيلم درجة 5/ 10.

## طاقم التمثيل
مجدي وهبة: في دور محمود علي الجندي (الطبيب النفسي)
إبراهيم يسري: في دور جلال فوزي سليمان
إبراهيم الشرقاوي: في دور سيد أبو السعود هنداوي
ناهد جبر: في دور وفاء (زوجة الدكتور محمود)
سلوى خطاب: في دور عزة (زوجة جلال)
ليلى نصر: في دور سوسن شوقي الجنايني
كوثر رمزي: في دور نوال فوزي سليمان (شقيقة جلال)
سلامة إلياس: في دور أبو السعود هنداوي (والد سيد)
علي قاعود: في دور وكيل النيابة
مطاوع عويس: في دور بواب العمارة
حمدي مرسي: في دور طبيب
عادل الشناوي: في دور رمضان العيسوي (المحامي)
سمير رامي: في دور مدبولي (التمرجي)
مروة صبري: في دور مروة جلال فوزي سليمان (ابنة جلال)
بالاشتراك مع: فؤاد مفتاح 

## أحداث الفيلم
سوسن شوقي الجنايني (ليلى نصر)، أرملة تخطت مرحلة الشباب، تقيم علاقات مع صغار الشباب مستغلة حاجتهم للمال، وفي علاقتها مع جلال فوزي سليمان (إبراهيم يسري) راحت تقرضه المال بعد توقيعه على كمبيالات، تستخدمها عند اللزوم. تقيم سوسن علاقة جديدة مع الشاب سيد أبو السعود (إبراهيم الشرقاوي)، المتخرج من الجامعة منذ عامين ولا يجد عملا، ويعيش مع والده المريض، أبو السعود (سلامة إلياس)، في بيت صغير أعلى مبنى من أملاك سوسن. لا يستطيع الشاب تسديد إيجار البيت لمدة 5 شهور، ولا تكترث الأرملة لذلك طالما أنه يشاركها الفراش. يتوجه جلال فوزى لمقابلة سوسن واستعادة الكمبيالات ويضربها على رأسها بتمثال معدني، حتى تفارق الحياة، ومن ثم يحصل على الكمبيالات ويغادر. يصل سيد الشقة ويجد سوسن مقتولة، يمسك بأداة الجريمة دون وعي، ليترك بصماته عليها، ويسارع بالمغادرة. تتوصل الشرطة إلى سيد من خلال البصمات، وتثبت التحريات حاجته للمال، ويقدم للمحاكمة. يشعر جلال فوزي بتأنيب ضمير وتسوء حالته حيث أنه كان يعاني من إضطرابات نفسية من قبل. يرضخ جلال أخيرا لإلحاح زوجته عزة (سلوى خطاب) بزيارة طبيب نفسي، ويذهب إلى جاره القديم بالمنيل، الدكتور محمود علي الجندي (مجدي وهبة) الذي كان يريد الزواج من شقيقته نوال فوزي (كوثر رمزي) ولكن حالت الظروف دون ذلك حيث سافر الدكتور محمود إلى أمريكا لنيل الدكتوراه، وعاد بعد 10 سنوات وتزوج من وفاء (ناهد جبر). يعترف جلال أمام طبيبة النفسي بقتل سوسن، ونصحه الدكتور محمود بالتقدم للنيابة والاعتراف بفعلته، لينقذ البرئ. يتهرب جلال من توجيهات محمود ويغادر ولكن محمود يذهب إلى بيت جلال ويجد لديه طفلة صغيرة مشلولة، تتحرك على كرسي متحرك ويتعهد محمود برعاية زوجته وابنته طوال فترة سجنه، ولكن جلال يستمر في المماطلة. يعيش جلال في صراع مع الدكتور محمود، طوال مراحل محاكمة سيد أبو السعود، الذي تحال أوراقه للمفتي. يحاول محمود دفع جلال للإعتراف عنوة، مما يجعل جلال يدفعه بعيدا عنه، لتصدمه سيارة، وتصاب قدمه، ويستغل جلال الموقف، ليقابل وفاء زوجة الدكتور محمود، ويخبرها أن زوجها يحاول إعادة علاقته القديمة بشقيقته نوال المتزوجة، وأن زوجها قد أكتشف محاولاته فضربه وأصاب قدمه. ينجح جلال في الإيقاع بين الدكتور محمود وزوجته، ويضطر محمود للإتصال بعزه زوجة جلال، ويبوح لها بسر زوجها، ويشرح لها أن جلال مصاب بحالة نفسية لم يشفى منها، ويحتاج إلى علاج. يتصل جلال من الإسكندرية، على تليفون الجيران، وتسرع الطفلة وراء امها لمحادثة والدها، ولكنها تسقط من أعلى الدرج، ويصل الخبر خطأ إلى جلال أن ابنته قد ماتت، فيعود مسرعا، ليكتشف عناية الدكتور محمود بإبنته، فيقرر التقدم للنيابة للاعتراف بجريمته.

## وصلات خارجية
- مقالات تستعمل روابط فنية بلا صلة مع ويكي بيانات
- البرىء والمشنقة على الدهليز

https://en.kinorium.com/1972376/ البرىء والمشنقة (فيلم)
https://kinomonitor.info/movies/10493225/ البرىء والمشنقة (فيلم)